# Whittlebury
Whittlebury es una parroquia civil situada en la autoridad unitaria de West Northamptonshire, Inglaterra (Reino Unido). Según el censo de 2021, tiene una población de 570 habitantes.

## Demografía
Según el censo de 2001, en ese momento la localidad tenía 586 habitantes (310 varones y 276 mujeres). 121 de ellos (20,65%) eran menores de 16 años, 448 (76,45%) tenían entre 16 y 74, y 17 (2,9%) eran mayores de 74. La media de edad era de 38,99 años. De los 465 habitantes de 16 o más años, 103 (22,15%) estaban solteros, 327 (70,32%) casados, y 35 (7,53%) divorciados o viudos. 298 habitantes eran económicamente activos, 287 de ellos (96,31%) empleados y otros 11 (3,69%) desempleados. Había 6 hogares sin ocupar y 220 con residentes.
| 533                         | 537 | 642 | 670 | 748 | 707 | - | - | 493 | 488 | 450 | 371 | 392 | 318 | - | 342 | 366 |
| (Fuente: Vision of Britain) |     |     |     |     |     |   |   |     |     |     |     |     |     |   |     |     |